# Polnischer Fußballpokal 1986/87

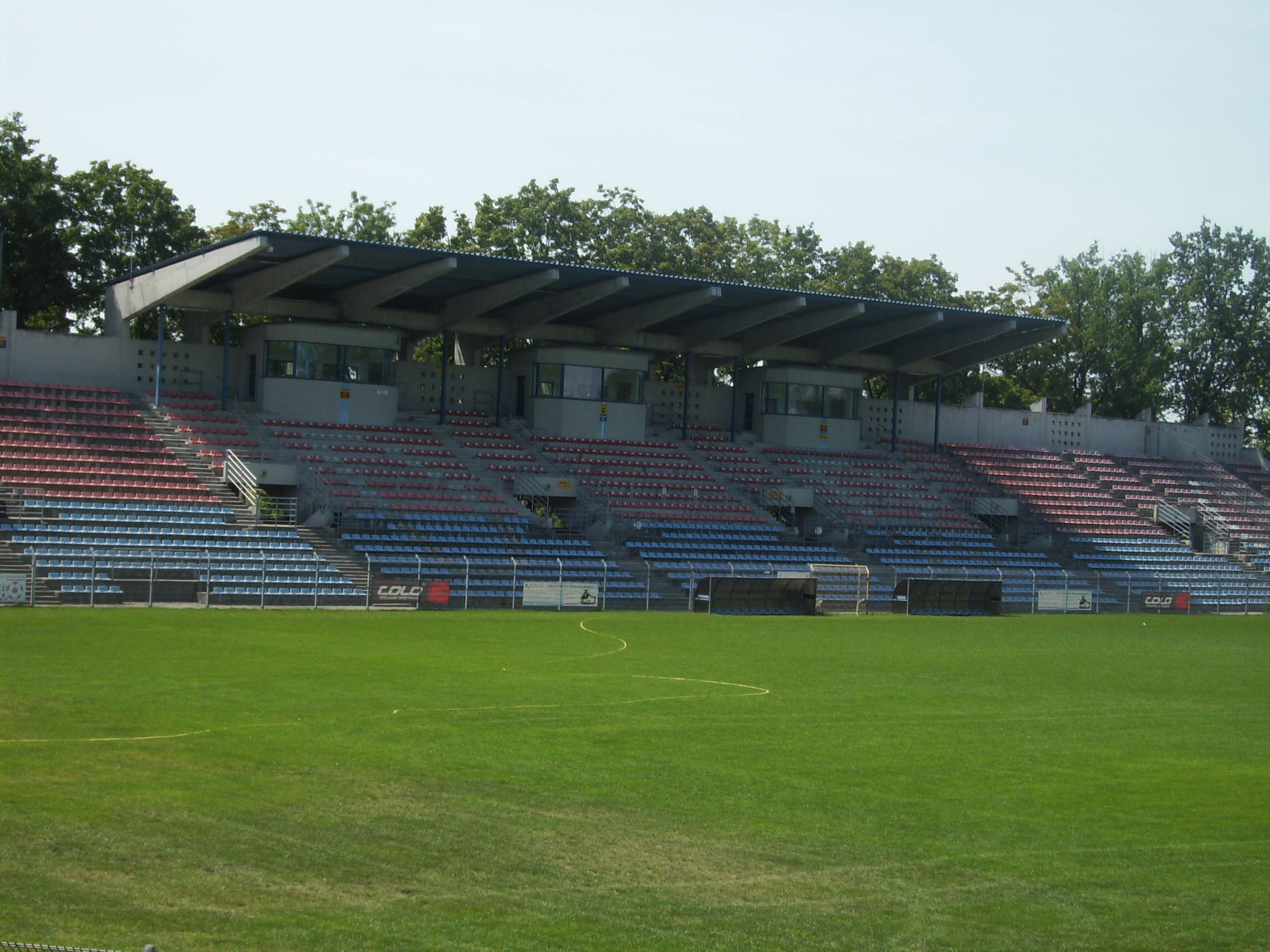
Das Stadion Odry in Opole, Austragungsort des polnischen Pokalfinales 1987

Der Puchar Polski 1986/87 war die 33. Ausspielung des polnischen Pokalwettbewerbs. Er begann am 27. Juli 1986 und wurde mit dem Finale am 24. Juni 1987 abgeschlossen.
Im Finale standen sich Śląsk Wrocław und Titelverteidiger GKS Katowice gegenüber. Śląsk Wrocław gewann den nationalen Pokal nach 1976 zum zweiten Mal. Endspielgegner GKS Katowice stand zum dritten Mal in Folge im Finale und verlor zum zweiten Mal wie bereits 1985 im Elfmeterschießen.
Durch den Pokalgewinn war Śląsk Wrocław für die Teilnahme am Europapokal der Pokalsieger qualifiziert.

## Teilnehmende Mannschaften
| 1. Liga 16 Vereine der Saison 1985/86 | 2. Liga 32 Vereine der Saison 1985/86 | 64 regionale Teilnehmer aus den Woiwodschaften | 64 regionale Teilnehmer aus den Woiwodschaften | 64 regionale Teilnehmer aus den Woiwodschaften |
| Górnik Zabrze Legia Warschau Widzew Łódź Lech Posen GKS Katowice (TV) Górnik Wałbrzych Śląsk Wrocław ŁKS Łódź Ruch Chorzów Pogoń Szczecin Stal Mielec Zagłębie Lubin Motor Lublin Lechia Gdańsk Bałtyk Gdynia Zagłębie Sosnowiec | Gruppe I Olimpia Posen Zawisza Bydgoszcz Odra Wodzisław Ślęza Wrocław Szombierki Bytom Arka Gdynia Radomiak Radom GKS 1962 Jastrzębie Piast Gliwice Chrobry Głogów Gwardia Warschau Dozamet Nowa Sól Stal Stocznia Szczecin Odra Opole Moto Jelcz Oława Zagłębie Wałbrzych Gruppe II Polonia Bytom Wisła Krakau Jagiellonia Białystok Hutnik Krakau Górnik Knurów Resovia Rzeszów Igloopol Dębica Włókniarz Pabianice Stal Stalowa Wola Korona Kielce Broń Radom Olimpia Elbląg Start Łódź Ursus Warschau Unia Tarnów Błękitni Kielce | - W. Biała Podlaska AZS Biała Podlaska - W. Białystok Gwardia Białystok - W. Bielsko-Biała KS Unia Oświęcim Koszarawa Żywiec - W. Bydgoszcz Polonia Bydgoszcz Goplania Inowrocław - W. Chełm Chełmianka Chełm - W. Ciechanów Mazovia Ciechanów - W. Częstochowa Raków Częstochowa - W. Elbląg Nogat Malbork - W. Gdańsk Stoczniowiec Gdańsk - W. Gorzów Celuloza Kostrzyn - W. Jelenia Góra Granica Bogatynia - W. Kalisz Ostrovia Ostrów Wielkopolski - W. Katowice Górnik Wojkowice Górnik Pszów Sośnica Gliwice - W. Kielce Błękitni II Kielce Star Starachowice - W. Konin Górnik Konin - W. Koszalin Gwardia Koszalin | - W. Kraków Wawel Krakau Gościbia Sułkowice - W. Krosno Czarni Jasło - W. Legnica Zagłębie II Lubin - W. Leszno Kania Gostyń - W. Lublin Wisła Puławy Górnik Łęczna - W. Łomża Olimpia Zambrów - W. Łódź Orzeł Łódź Boruta Zgierz - W. Nowy Sącz Glinik Gorlice - W. Olsztyn Jeziorak Iława - W. Opole Małapanew Ozimek Stal Brzeg - W. Ostrołęka Narew Ostrołęka - W. Piła Polonia Chodzież - W. Piotrków GKS Bełchatów - W. Płock Wisła II Płock - W. Poznań Warta Posen Sparta Szamotuły - W. Przemyśl Polna Przemyśl | - W. Radom Czarni Radom - W. Rzeszów LZS Borowa Stal Rzeszów - W. Siedlce Pogoń Siedlce - W. Sieradz Warta Siedarz - W. Skierniewice Unia Skierniewice - W. Słupsk Jantar Ustka - W. Suwałki Śniardwy Orzysz - W. Szczecin Błękitni Stargard Szczeciński Arkonia Szczecin - W. Tarnobrzeg Siarka Tarnobrzeg - W. Tarnów Wisłoka Dębica - W. Toruń FAM Chełmno - W. Wałbrzych Koksochemia Wałbrzych Victoria Wałbrzych - W. Warszawa Polonez Warschau Polonia Warschau - W. Włocławek Kujawiak Włocławek - W. Wrocław Pafawag Wrocław Śląsk II Wrocław - W. Zamość Hetman Zamość - W. Zielona Góra Lechia Zielona Góra |

## 1. Runde
Die Spiele der 1. Runde fanden am 27. Juli 1986 mit den Teilnehmern aus den Woiwodschaften statt.
| Datum      |                              | Ergebnis              |                               |
| ---------- | ---------------------------- | --------------------- | ----------------------------- |
| 27.07.1986 | Jantar Ustka                 | 2:0                   | Błękitni Stargard Szczeciński |
| 27.07.1986 | Sparta Szamotuły             | 2:0                   | Arkonia Szczecin              |
| 27.07.1986 | Lechia Zielona Góra          | 2:0                   | Warta Posen                   |
| 27.07.1986 | Kania Gostyń                 | 0:2                   | Celuloza Kostrzyn             |
| 27.07.1986 | Ostrovia Ostrów Wielkopolski | 5:0                   | Górnik Konin                  |
| 27.07.1986 | Polonia Bydgoszcz            | 1:0                   | Gwardia Koszalin              |
| 27.07.1986 | Goplania Inowrocław          | 0:1                   | Stoczniowiec Gdańsk           |
| 27.07.1986 | FAM Chełmno                  | 1:3                   | Kujawiak Włocławek            |
| 27.07.1986 | Granica Bogatynia            | 1:1 n. V. (5:4 i. E.) | Polonez Warschau              |
| 27.07.1986 | Koksochemia Wałbrzych        | 0:0 n. V. (4:3 i. E.) | Pafawag Wrocław               |
| 27.07.1986 | Victoria Wałbrzych           | 3:3 n. V. (1:3 i. E.) | Śląsk II Wrocław              |
| 27.07.1986 | Małapanew Ozimek             | 2:0                   | Raków Częstochowa             |
| 27.07.1986 | Stal Brzeg                   | 1:2                   | Górnik Wojkowice              |
| 27.07.1986 | Koszarawa Żywiec             | 0:3                   | Górnik Pszów                  |
| 27.07.1986 | Sośnica Gliwice              | 2:0                   | KS Unia Oświęcim              |
| 27.07.1986 | Warta Sieradz                | 0:2                   | GKS Bełchatów                 |
| 27.07.1986 | Wisła II Płock               | 2:1                   | Orzeł Łódź                    |
| 27.07.1986 | Unia Skierniewice            | 0:0 n. V. (6:5 i. E.) | Boruta Zgierz                 |
| 27.07.1986 | Nogat Malbork                | 0:1                   | Jeziorak Iława                |
| 27.07.1986 | Mazovia Ciechanów            | 5:3                   | Narew Ostrołęka               |
| 27.07.1986 | Olimpia Zambrów              | 0:1                   | Śniardwy Orzysz               |
| 27.07.1986 | Gwardia Białystok            | 1:0                   | AZS Bielsko-Biała             |
| 27.07.1986 | Pogoń Siedlce                | 1:2                   | Polonia Warschau              |
| 27.07.1986 | Czarni Radom                 | 0:1                   | Wisła Puławy                  |
| 27.07.1986 | Górnik Łęczna                | 0:3                   | Siarka Tarnobrzeg             |
| 27.07.1986 | Chełmianka Chełm             | 2:0                   | Hetman Zamość                 |
| 27.07.1986 | Błękitni II Kielce           | 0:1                   | Wawel Krakau                  |
| 27.07.1986 | Gościbia Sułkowice           | 2:1                   | Glinik Gorlice                |
| 27.07.1986 | LZS Borowa                   | 2:6                   | Wisłoka Dębica                |
| 27.07.1986 | Czarni Jasło                 | 0:5                   | Stal Rzeszów                  |
| 27.07.1986 | Zagłębie II Lubin            | 4:3                   | Polonia Chodzież              |
| 27.07.1986 | Polna Przemyśl               | 1:1 n. V. (4:3 i. E.) | Star Starachowice             |

## 2. Runde
Die Spiele der 2. Runde wurden am 3., 6. und 13. August 1986 mit den Gewinnern der 1. Runde sowie den Mannschaften der 2. Liga der Saison 1985/86 ausgetragen.
| Datum      |                              | Ergebnis              |                        |
| ---------- | ---------------------------- | --------------------- | ---------------------- |
| 03.08.1986 | Jantar Ustka                 | 0:4                   | Stal Stocznia Szczecin |
| 03.08.1986 | Celuloza Kostrzyn            | 0:2 n. V.             | Dozamet Nowa Sól       |
| 03.08.1986 | Ostrovia Ostrów Wielkopolski | 0:3                   | Błękitni Kielce        |
| 03.08.1986 | Polonia Bydgoszcz            | 1:0                   | Arka Gdynia            |
| 03.08.1986 | Stoczniowiec Gdańsk          | 0:1                   | Korona Kielce          |
| 03.08.1986 | Kujawiak Włocławek           | 0:2 n. V.             | Start Łódź             |
| 03.08.1986 | Granica Bogatynia            | 2:0                   | Ursus Warschau         |
| 03.08.1986 | Koksochemia Wałbrzych        | 0:2                   | Moto Jelcz Oława       |
| 03.08.1986 | Śląsk II Wrocław             | 0:0 n. V. (4:3 i. E.) | Chrobry Głogów         |
| 03.08.1986 | Małapanew Ozimek             | 0:2                   | Odra Wodzisław         |
| 03.08.1986 | Górnik Wojkowice             | 3:2                   | Szombierki Bytom       |
| 03.08.1986 | Górnik Pszów                 | 1:2                   | GKS 1962 Jastrzębie    |
| 03.08.1986 | Sośnica Gliwice              | 1:0                   | Zagłębie Wałbrzych     |
| 03.08.1986 | GKS Bełchatów                | 2:0                   | Ślęza Wrocław          |
| 03.08.1986 | Wisła II Płock               | 2:0                   | Włókniarz Pabianice    |
| 03.08.1986 | Unia Skierniewice            | 1:2                   | Gwardia Warschau       |
| 03.08.1986 | Jeziorak Iława               | 2:4                   | Olimpia Elbląg         |
| 03.08.1986 | Mazovia Ciechanów            | 0:5                   | Jagiellonia Białystok  |
| 03.08.1986 | Śniardwy Orzysz              | 0:1                   | Resovia Rzeszów        |
| 03.08.1986 | Gwardia Białystok            | 0:0 n. V. (3:5 i. E.) | Unia Tarnów            |
| 03.08.1986 | Wisła Puławy                 | 2:1                   | Stal Stalowa Wola      |
| 03.08.1986 | Siarka Tarnobrzeg            | 2:1                   | Radomiak Radom         |
| 03.08.1986 | Chełmianka Chełm             | 3:2                   | Igloopol Dębica        |
| 03.08.1986 | Wawel Krakau                 | 1:0                   | Piast Gliwice          |
| 03.08.1986 | Wisłoka Dębica               | 1:2                   | Górnik Knurów          |
| 03.08.1986 | Stal Rzeszów                 | 1:0                   | Hutnik Krakau          |
| 03.08.1986 | Zagłębie II Lubin            | 0:2                   | Odra Opole             |
| 03.08.1986 | Polna Przemyśl               | 0:1                   | Wisła Krakau           |
| 06.08.1986 | Sparta Szamotuły             | 12:0 1                | Olimpia Posen          |
| 06.08.1986 | Polonia Warschau             | 0:1                   | Broń Radom             |
| 06.08.1986 | Gościbia Sułkowice           | 1:2 n. V.             | Polonia Bytom          |
| 13.08.1986 | Lechia Zielona Góra          | 3:0                   | Zawisza Bydgoszcz      |

## 3. Runde
Die Spiele der 3. Runde fanden am 13., 14. und 20. August 1986 statt. Es nahmen die Gewinner der 2. Runde teil.
| Datum      |                   | Ergebnis              |                        |
| ---------- | ----------------- | --------------------- | ---------------------- |
| 13.08.1986 | Wisła II Płock    | 4:2                   | Start Łódź             |
| 13.08.1986 | Sośnica Gliwice   | 0:1                   | Górnik Knurów          |
| 13.08.1986 | Górnik Wojkowice  | 2:0 n. V.             | GKS 1962 Jastrzębie    |
| 13.08.1986 | Śląsk II Wrocław  | 2:1                   | Moto Jelcz Oława       |
| 13.08.1986 | Granica Bogatynia | 0:3                   | Odra Opole             |
| 13.08.1986 | Wawel Krakau      | 1:2                   | Odra Wodzisław         |
| 13.08.1986 | Stal Rzeszów      | 0:0 n. V. (2:4 i. E.) | Wisła Krakau           |
| 13.08.1986 | Unia Tarnów       | 0:1                   | Korona Kielce          |
| 13.08.1986 | Błękitni Kielce   | 5:0                   | Resovia Rzeszów        |
| 13.08.1986 | Chełmianka Chełm  | 1:4                   | Broń Radom             |
| 13.08.1986 | GKS Bełchatów     | 2:1                   | Gwardia Warschau       |
| 13.08.1986 | Polonia Bydgoszcz | 1:1 n. V. (4:5 i. E.) | Olimpia Elbląg         |
| 13.08.1986 | Wisła Puławy      | 1:1 n. V. (5:4 i. E.) | Jagiellonia Białystok  |
| 13.08.1986 | Siarka Tarnobrzeg | 2:0                   | Polonia Bytom          |
| 14.08.1986 | Sparta Szamotuły  | 2:0                   | Stal Stocznia Szczecin |
| 20.08.1986 | Dozamet Nowa Sól  | 10:2 1                | Lechia Zielona Góra    |

## 4. Runde
Die Spiele der 4. Runde fanden am 24. September und 1. Oktober 1986 mit den Gewinnern der 3. Runde statt. Hinzu kamen die 16 Mannschaften der 1. Liga.
| Datum      |                     | Ergebnis              |                    |
| ---------- | ------------------- | --------------------- | ------------------ |
| 24.09.1986 | GKS Bełchatów       | 2:0                   | Motor Lublin       |
| 24.09.1986 | Górnik Wojkowice    | 1:0                   | Zagłębie Lubin     |
| 24.09.1986 | Wisła II Płock      | 2:3                   | Górnik Wałbrzych   |
| 24.09.1986 | Błękitni Kielce     | 0:3                   | Widzew Łódź        |
| 24.09.1986 | Siarka Tarnobrzeg   | 2:3                   | Górnik Zabrze      |
| 24.09.1986 | Odra Wodzisław      | 2:0                   | Lechia Gdańsk      |
| 24.09.1986 | Sparta Szamotuły    | 0:2                   | Pogoń Szczecin     |
| 24.09.1986 | Broń Radom          | 0:2                   | Bałtyk Gdynia      |
| 24.09.1986 | Wisła Puławy        | 1:4                   | ŁKS Łódź           |
| 24.09.1986 | Śląsk II Wrocław    | 2:5                   | Śląsk Wrocław      |
| 24.09.1986 | Górnik Knurów       | 1:2 n. V.             | Stal Mielec        |
| 24.09.1986 | Odra Opole          | 0:2                   | GKS Katowice       |
| 24.09.1986 | Lechia Zielona Góra | 4:2 n. V.             | Lech Posen         |
| 24.09.1986 | Wisła Krakau        | 2:1 n. V.             | Ruch Chorzów       |
| 24.09.1986 | Olimpia Elbląg      | 1:1 n. V., 0:3 i. E.  | Legia Warschau     |
| 01.10.1986 | Korona Kielce       | 0:0 n. V. (4:5 i. E.) | Zagłębie Sosnowiec |

## 5. Runde
Die Spiele der 5. Runde fanden am 22. und 29. Oktober sowie am 30. November 1986 mit den Gewinnern der 4. Runde statt.
| Datum      |                     | Ergebnis                 |                  |
| ---------- | ------------------- | ------------------------ | ---------------- |
| 22.10.1986 | Zagłębie Sosnowiec  | 0:1                      | Górnik Zabrze    |
| 29.10.1986 | GKS Bełchatów       | 2:0                      | Stal Mielec      |
| 29.10.1986 | Wisła Krakau        | 11:1 n. V. 1 (4:3 i. E.) | Legia Warschau   |
| 29.10.1986 | Bałtyk Gdynia       | 1:2                      | Śląsk Wrocław    |
| 29.10.1986 | Górnik Wojkowice    | 0:3                      | ŁKS Łódź         |
| 29.10.1986 | Lechia Zielona Góra | 2:1                      | Górnik Wałbrzych |
| 30.11.1986 | Pogoń Szczecin      | 3:2 n. V.                | Widzew Łódź      |
| 30.11.1986 | Odra Wodzisław      | 2:3                      | GKS Katowice     |

## Viertelfinale
Die Spiele wurden in Hin- und Rückspielen ausgetragen. Die erstgenannten Mannschaften hatten zuerst Heimrecht. Die Hinspiele fanden am 15. April 1987, die Rückspiele am 6. Mai 1987 statt.
|                     | Gesamt |                | Hinspiel | Rückspiel |
| ------------------- | ------ | -------------- | -------- | --------- |
| Wisła Krakau        | 3:2    | GKS Bełchatów  | 2:0      | 1:2 n. V. |
| Śląsk Wrocław       | 5:2    | Pogoń Szczecin | 3:1      | 2:1       |
| GKS Katowice        | 3:1    | Górnik Zabrze  | 1:0      | 2:1       |
| Lechia Zielona Góra | 3:5    | ŁKS Łódź       | 2:1      | 1:4 n. V. |

## Halbfinale
Die erstgenannten Mannschaften hatten zuerst Heimrecht. Die Hinspiele fanden am 3. Juni 1987, die Rückspiele am 17. Juni 1987 statt.
|               | Gesamt |              | Hinspiel | Rückspiel |
| ------------- | ------ | ------------ | -------- | --------- |
| GKS Katowice  | 8:4    | ŁKS Łódź     | 5:1      | 3:3       |
| Śląsk Wrocław | 2:1    | Wisła Krakau | 1:0      | 1:1       |

## Finale
| Śląsk Wrocław                                       | Śląsk Wrocław | GKS Katowice | GKS Katowice |
| --------------------------------------------------- | --- | --- | ------------ |
| Śląsk Wrocław                                       | \| 24. Juni 1987 in Opole (Stadion Odry) \| \| Ergebnis: 0:0 n. V., 4:3 i. E. \| \| Zuschauer: 12.000 \| \| Schiedsrichter: Krzysztof Czemarmazowicz (Szczecin) \| | \| 24. Juni 1987 in Opole (Stadion Odry) \| \| Ergebnis: 0:0 n. V., 4:3 i. E. \| \| Zuschauer: 12.000 \| \| Schiedsrichter: Krzysztof Czemarmazowicz (Szczecin) \|                                                                                  | GKS Katowice |
| Śląsk Wrocław                                       | Janusz Jedynak – Waldemar Tęsiorowski, Paweł Król, Jacek Nocko, Stefan Machaj – Zbigniew Mandziejewicz, Ryszard Tarasiewicz, Andrzej Rudy (106. Robert Grzanka), Waldemar Prusik – Dariusz Marciniak (114. Mariusz Stelmach), Kazimierz Mikołajewicz Cheftrainer: Henryk Apostel | Miroslav Dreszer – Marek Biegun (91. Piotr Nazimek), Piotr Piekarczyk, Krzysztof Zając, Jerzy Kapias – Janusz Nawrocki (29. Józef Łuczak), Jerzy Wijas, Zbigniew Krzyzos, Mirosław Kubisztal – Jan Furtok, Marek Koniarek Cheftrainer: Alojzy Łysko | GKS Katowice |
| Śląsk Wrocław                                       | Elfmeterschießen | | GKS Katowice |
| Śląsk Wrocław                                       | 1:0 Stefan Machaj 2:1 Paweł Król 3:1 Robert Grzanka 0 Kazimierz Mikołajewicz 4:3 Waldemar Prusik | 1:1 Jan Furtok 0 Piotr Nazimek 3:2 Piotr Piekarczyk 3:3 Józef Łuczak 0 Zbigniew Krzyzos | GKS Katowice |
| Śląsk Wrocław                                       | Stefan Machaj, Paweł Król, Robert Grzanka, Waldemar Prusik | Jan Furtok, Piotr Piekarczyk, Józef Łuczak | GKS Katowice |
| 24. Juni 1987 in Opole (Stadion Odry)               | | |              |
| Ergebnis: 0:0 n. V., 4:3 i. E.                      | | |              |
| Zuschauer: 12.000                                   | | |              |
| Schiedsrichter: Krzysztof Czemarmazowicz (Szczecin) | | |              |